# Penicillium dodgei
Penicillium dodgei är en svampart som beskrevs av Pitt 1980. Penicillium dodgei ingår i släktet Penicillium och familjen Trichocomaceae.   Inga underarter finns listade i Catalogue of Life.